# Back to Base X
Back to Base X ist ein Studioalbum des australischen Rock-’n’-Roll-Sängers Lonnie Lee aus dem Jahr 2019. Es handelt sich stilistisch und nach dem Repertoire um eine Rückbesinnung auf Lees Karrierebeginn in den 1950er Jahren und erhielt wohlwollende Kritik.

## Musikstil
Das Konzept des Albums sah vor, Tanznummern mit romantischen Liedern zu kombinieren. Diese Auswahl solle dem Geschmack der 1950er Jahre entsprechen, auf den sich auch der Albentitel Back to Base X bezöge. Zwar handele es sich zumeist um Titel, die seinerzeit nicht allzu erfolgreich waren, nach Meinung von Lonnie Lee, aber „immer noch wunderbare Musik“ seien.

## Entstehung und Veröffentlichung
Bereits 1956 lieferte Lonnie Lee sein Bühnendebüt und 1960 nahm er erstmals Schallplatten auf. Um diese Daten zu feiern, nahm Lonnie Lee mit seiner Band The Leeman im Frühjahr 2019 das Album im Stil der alten Zeit auf. Neben einer Auswahl an Klassikern des Genres, darunter Titel erfolgreicher Songwriter wie John Marascalco und Otis Blackwell orientierten sich auch die neuen Kompositionen am Stil der 1950er und 1960er. Auch die Komplexität der Aufnahmetechnik wurde bewusst reduziert, um ein authentisches Klangbild zu erzeugen. Lonnie Lee, der das Album auch produzierte, sang alle Titel in seinem eigenen Studio ein. Seine Band The Leemen bestehend aus Leon Isackson am Schlagzeug, Alan Freeman am Bass und Brian Dean an der Gitarre hatten die Instrumentalspuren zuvor in Sydney aufgenommen. Abgemischt und gemastert wurde die CD in Nashville. Das Album erschien 2019 auf Lonnie Lees eigenem Plattenlabel Starlite Records unter der Nummer St840.

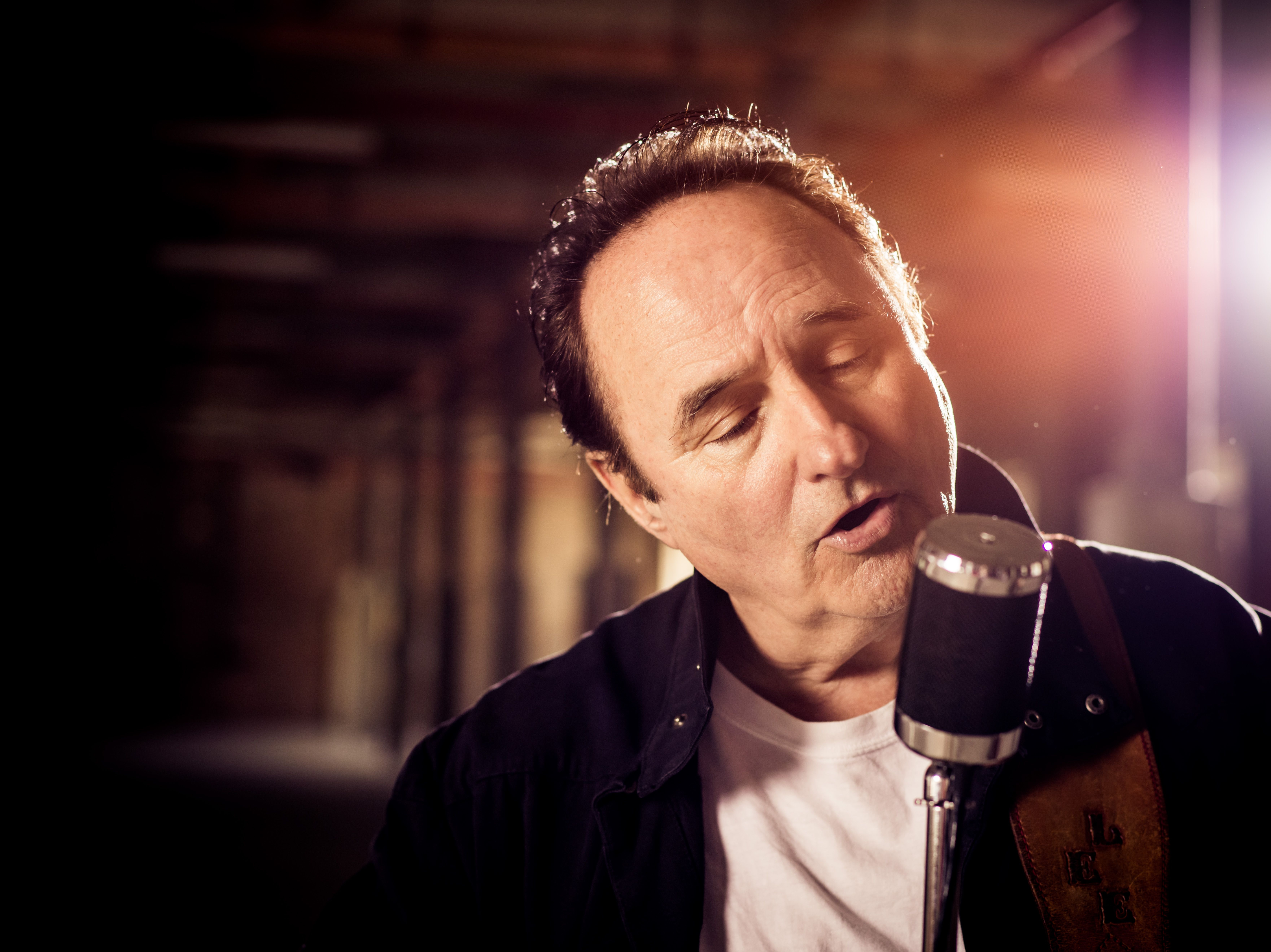
Lonnie Lee am Mikrofon

## Titelliste
- Hey Little Mama (John Marascalco)
- Goin Jukin (John Marascalco)
- Are You Lonesome Tonight (Lou Handman, Roy Turk)
- Love’s Hunger Pain (Otis Blackwell)
- I Got a Woman (Ray Charles)
- A Real Cool Dude (Lonnie Lee)
- Back Door Sally (John Marascalco)
- Wouldn’ You Know (John Marascalco)
- Woman in Love (Lonnie Lee)
- She’s My Baby (Lonnie Lee)
- Only 16 (Sam Cooke)
- Mona Lisa (Ray Evans, Jay Livingston)
- A Real Gone Cat (Lonnie Lee)
- Living in a Fantasy (Lonnie Lee)
- Ready Steady (Otis Blackwell)

## Rezeption
Jeff Apter schrieb für den Sydney Morning Herald ein positives Review: Es sei nicht nur beeindruckend, dass der 77-jährige Lee noch im Geschäft sei, sondern auch noch aufnehme. „Und Lee kanalisiert auf diesem Album immer noch den Rock-’n’-Roll-Sound und -Geist der 1950er Jahre.“ Weiter führt er aus: „Die Stimmung des Albums ist pures Sun Studio. (...) es ist energiereich und ist von einfachem, aber effektivem Spiel geprägt mit etwas Zuckerguss, wenn Lee für Only Sixteen und Woman in Love das Licht dimmt.“ Er könne aber auch „eine kleine Hölle entfachen“, wenn er seine „röhrende Version“ von I Got a Woman zeigt.